# Saint-Aubin-de-Nabirat
 Saint-Aubin-de-Nabirat  (en occitano Sent Albin de Nabirac) es una población y comuna francesa, situada en la región de Aquitania, departamento de Dordoña, en el distrito de Sarlat-la-Canéda y cantón de Domme.

## Demografía
| 159 | 138 | 111 | 122 | 124 | 119 |
| Para los censos de 1962 a 1999 la población legal corresponde a la población sin duplicidades (Fuente: INSEE [Consultar]) |     |     |     |     |     |